# Lukostřelba na Letních olympijských hrách 2012
Lukostřelba na Letních olympijských hrách 2012 je sportovní disciplína, v níž se na olympijských hrách v Londýně soutěží o čtyři sady medailí. Utkání se konají od 27. července do 3. srpna na Lord's Cricket Ground, které má kapacitu 6500 diváků.

## Medailisté

### Muži
| Kategorie   | Zlato                                                             | Stříbro                                                                    | Bronz                                                        |
| ----------- | ----------------------------------------------------------------- | -------------------------------------------------------------------------- | ------------------------------------------------------------ |
| Jednotlivci | Oh Jin-Hyek · Jižní Korea (KOR)                                   | Takaharu Furukawa · Japonsko (JPN)                                         | Dai Xiaoxiang · Čína (CHN)                                   |
| Družstvo    | Itálie (ITA) · Michele Frangilli · Marco Galiazzo · Mauro Nespoli | Spojené státy americké (USA) · Brady Ellison · Jake Kaminski · Jacob Wukie | Jižní Korea (KOR) · Im Tong-hjon · Kim Bub-Min · Oh Jin-Hyek |

### Ženy
| Kategorie     | Zlato                                                    | Stříbro                                         | Bronz                                                       |
| ------------- | -------------------------------------------------------- | ----------------------------------------------- | ----------------------------------------------------------- |
| Jednotlivkyně | Ki Po-pe · Jižní Korea (KOR)                             | Aída Románová · Mexiko (MEX)                    | Mariana Avitiaová · Mexiko (MEX)                            |
| Družstvo      | Jižní Korea (KOR) · Choi Hyeonju · Ki Po-pe · I Song-čin | Čína (CHN) · Cheng Ming · Fang Yuting · Xu Jing | Japonsko (JPN) · Ren Hayakawa · Miki Kanie · Kaori Kawanaka |

## Medailové pořadí
| Pořadí | Země                   | Zlato | Stříbro | Bronz | Celkově |
| ------ | ---------------------- | ----- | ------- | ----- | ------- |
| 1.     | Jižní Korea            | 3     | 0       | 1     | 4       |
| 2.     | Itálie                 | 1     | 0       | 0     | 1       |
| 3.     | Čína                   | 0     | 1       | 1     | 2       |
| 3.     | Japonsko               | 0     | 1       | 1     | 2       |
| 3.     | Mexiko                 | 0     | 1       | 1     | 2       |
| 6.     | Spojené státy americké | 0     | 1       | 0     | 1       |
| Celkem | Celkem                 | 4     | 4       | 4     | 12      |